# Helonastes
Helonastes là một chi bướm đêm thuộc họ Crambidae.

## Các loài
- Helonastes acentrus Common, 1960
- Helonastes rubelineola (Wang & Sung, 1981)